# Fernando Moreira
Fernando Moreira foi um ciclista de Portugal e venceu a Volta a Portugal em 1948.
Morreu em Abril de 1959 com 34 anos de idade. 

## Carreira desportiva
- 1948, FC Porto, Portugal

## Palmarés
- 1948, venceu a Volta a Portugal

Era natural de Sobrado - Valongo
Filho de agricultores, nasceu nas margens do Rio Ferreira